# Herfølge BK
Herfølge BK was een Deense voetbalclub uit de stadwijk Herfølge in Køge, gemeente Køge.

## Geschiedenis
De club werd in 1921 opgericht en promoveerde in 1980 voor het eerst naar de hoogste klasse. Na één seizoen degradeerde de club weer naar de tweede klasse. Een nieuwe promotie volgde in 1983 en dit keer kon Herfølge wel standhouden. In 1985 werd de vijfde plaats behaald. Daarna ging het weer wat slechter tot weer een degradatie volgde in 1990. Het duurde tot 1995 vooraleer de club opnieuw in de hoogste klasse opdook. In 1997 werd de vierde plaats behaald, tot dan toe de beste behaalde klassering. Drie jaar later vierde de club de allereerste titel in zijn bestaan.
Het geluk duurde niet lang, reeds het volgende seizoen sloot de club de competitie met een degradatie af. Na twee seizoenen keerde de club terug en werd tiende, in 2005 volgde een nieuwe degradatie. In 2009 werd de club kampioen en fuseerde op 1 juli met het failliete Køge BK en werd zo de nieuwe club HB Køge.

## Erelijst
- Landskampioen

2000
- Tweede klasse

1995, 2003

## Eindklasseringen
| 4 |

| 6 |

| 4 |

| 7 |

| 8 |

| 2 |

| 4 |

| 14 |

| 1 |

| 9 |

| 3 |

| 15 |

| 6 |

| 3 |

| 8 |

| 5 |

| 11 |

| 12 |

| 7 |

| 12 |

| 12 |

| 6 |

| 8 |

| 6 |

| 2 |

| 3 |

| 3 |

| 3 |

| 2 |

| 1 |

| 10 |

| 4 |

| 9 |

| 5 |

| 1 |

| 11 |

| 5 |

| 1 |

| 10 |

| 11 |

| 9 |

| 9 |

| 4 |

| 1 |

| Superligaen (Niv. 1) | 1. division (Niv. 2) | 2. Division (Niv. 3) |

In 1991 werd de Superligaen geïntroduceerd. De 1. division werd vanaf dat jaar het 2e niveau en de 2. division het 3e niveau. 
 In de seizoenen 1991/92 t/m 1994/95 werd een herfst (h)- en een voorjaarscompetitie (v) gespeeld, waarbij in de herfst al werd gepromoveerd en gedegradeerd.
| Seizoen     | №           | Clubs       | Divisie     | Duels       | Winst       | Gelijk      | Verlies     | Doelsaldo   | Punten      | Tsch        |
| Herfølge BK | Herfølge BK | Herfølge BK | Herfølge BK | Herfølge BK | Herfølge BK | Herfølge BK | Herfølge BK | Herfølge BK | Herfølge BK | Herfølge BK |
| ----------- | ----------- | ----------- | ----------- | ----------- | ----------- | ----------- | ----------- | ----------- | ----------- | ----------- |
| 2002–2003   | 1           | 16          | 1. division | 30          | 22          | 3           | 5           | 74–38       | 69          |             |
| 2005–2006   | 9           | 16          | 1. division | 30          | 11          | 7           | 12          | 51–41       | 40          |             |
| 2006–2007   | 9           | 16          | 1. division | 30          | 12          | 7           | 11          | 54–41       | 43          |             |
| 2007–2008   | 4           | 16          | 1. division | 30          | 15          | 6           | 9           | 55–43       | 51          |             |
| 2008–2009   | 1           | 16          | 1. division | 30          | 22          | 5           | 3           | 77–27       | 71          | 1.413       |
| HB Køge     |             |             |             |             |             |             |             |             |             |             |
| 2009–2010   | 12          | 12          | Superligaen | 33          | 4           | 7           | 22          | 30–69       | 19          | 2.068       |
| 2010–2011   | 2           | 16          | 1. division | 30          | 19          | 4           | 7           | 58–35       | 61          | 1.416       |

## Herfølge in Europa
Uitslagen vanuit gezichtspunt Herfølge BK
| Seizoen                                                    | Competitie       | Ronde | Land                 | Club        | Totaalscore | 1e W    | 2e W       | PUC |
| ---------------------------------------------------------- | ---------------- | ----- | -------------------- | ----------- | ----------- | ------- | ---------- | --- |
| 1999                                                       | Intertoto Cup    | 1R    | Vlag van Slowakije   | MŠK Žilina  | 0-4         | 0-2 (T) | 0-2 (U)    | 0.0 |
| 2000/01                                                    | Champions League | 3Q    | Vlag van Schotland   | Rangers FC  | 0-6         | 0-3 (T) | 0-3 (U)    | 5.0 |
| 2000/01                                                    | UEFA Cup         | 1R    | Vlag van Zweden      | AIK Fotboll | 2-1         | 1-0 (U) | 1-1 nv (T) | 5.0 |
|                                                            |                  | 2R    | Vlag van Griekenland | AEK Athene  | 2-6         | 0-5 (U) | 2-1 (T)    | 5.0 |
| Totaal aantal behaalde punten voor UEFA coëfficiënten: 5.0 |                  |       |                      |             |             |         |            |     |

## Bekende (oud-)spelers

### Internationals
De navolgende voetballers kwamen als speler van Herfølge BK uit voor een vertegenwoordigend Europees A-elftal. Tot op heden is Jákup Mikkelsen degene met de meeste interlands achter zijn naam. Hij kwam als speler van Herfølge BK in totaal 20 keer uit voor het Faeröerse nationale elftal.
| Naam                 | Van        | Tot        | Totaal | Nationaal elftal |
| -------------------- | ---------- | ---------- | ------ | ---------------- |
| Jákup Mikkelsen      | 15.11.1995 | 06.06.2001 | 20     | Faeröer          |
| Aurelijus Skarbalius | 09.02.2005 | 30.03.2005 | 2      | Litouwen         |
| Steven Lustü         | 16.08.2000 | 16.08.2000 | 1      | Denemarken       |
| Bjarne Pettersson    | 27.08.1980 | 27.08.1980 | 1      | Denemarken       |
| Frank Løndal         | 22.04.1984 | 22.04.1984 | 1      | Denemarken       |